# L'assistente del mese - Gekkan shojo Nozaki kun
L'assistente del mese - Gekkan shojo Nozaki kun (月刊少女野崎くん?, Gekkan shōjo Nozaki-kun, lett. "Lo shōjo mensile di Nozaki") è un manga yonkoma scritto e disegnato da Izumi Tsubaki, serializzato sulla rivista Gangan Online di Square Enix dal 25 agosto 2011. Un adattamento anime, prodotto da Doga Kobo, è stato trasmesso in Giappone tra il 6 luglio e il 21 settembre 2014.

## Trama
La studentessa liceale Chiyo Sakura ha una cotta per il suo compagno di scuola Umetarō Nozaki, ma quando gli confessa i suoi sentimenti, il ragazzo la scambia per una sua fan e le fa un autografo. Quando Chiyo gli dice che vuole rimanere per sempre con lui, Umetarō fraintende ancora una volta, facendola venire a casa sua solo per poi metterla alla prova con alcuni disegni. In un primo momento spaesata, Chiyo scopre infatti che Umetarō è un rinomato autore di shōjo, noto anche a lei col nome d'arte di Sakiko Yumeno. Ben intenzionata a trovare comunque un modo per avvicinarsi di più a lui, la ragazza accetta quindi di diventare la sua assistente e, mentre lavorano sul suo manga Koi shiyo (恋しよっ? lett. "Innamoriamoci"), i due incontrano anche altri compagni di scuola che li assistono oppure fanno da modello ai personaggi presenti nella storia.

## Personaggi

### Personaggi principali

Da sinistra verso destra: Mikoto, Chiyo, Yuzuki, Umetarō, Masayuki, Yū e Hirotaka

Umetarō Nozaki (野崎 梅太郎?, Nozaki Umetarō)
Doppiato da: Hiroki Yasumoto (drama-CD), Yūichi Nakamura (anime)
Lo studente liceale di cui è innamorata Chiyo. È in segreto un mangaka noto come Sakiko Yumeno (夢野咲子?, Yumeno Sakiko), autore del manga shōjo Koi shiyo che viene pubblicato sulla rivista Monthly Girls' Romance (月刊少女ロマンス?, Gekkan Shōjo Romansu). Nonostante il suo manga sia orientato sul romanticismo, non ha alcuna esperienza personale in amore, tanto che buona parte delle sue idee per la storia sono spesso ridicole ed inverosimili. Apprezza la capacità di disegno di Chiyo, ma è ignaro dei suoi sentimenti. Ha convinto il padre che può vivere per conto suo grazie ai ricavati delle vendite del suo manga e inoltre sa anche cucinare. Fa parte della classe 2-B e alle medie era il capitano della squadra di basket della scuola.
Chiyo Sakura (佐倉 千代?, Sakura Chiyo)
Doppiata da: Asuka Nishi (drama-CD), Ari Ozawa (anime)
Una liceale che ha una cotta per Umetarō. Dopo che la sua confessione viene fraintesa, finisce per diventare un'assistente di Umetarō con il compito di occuparsi dell'inchiostrazione del suo manga. Fa parte della classe 2-A ed è un membro del club di arte della scuola. È una ragazza dal fisico mingherlino che indossa due grandi nastri con un motivo a pois.
Mikoto Mikoshiba (御子柴 実琴?, Mikoshiba Mikoto)
Doppiato da: KENN (drama-CD), Nobuhiko Okamoto (anime)
Soprannominato Mikorin (みこりん?), è uno degli assistenti di Umetarō che viene presentato a Chiyo come un bel ragazzo dalla personalità tsundere. Nonostante sia popolare con le ragazze e non esiti a flirtare con loro, in realtà egli è un tipo piuttosto timido che tende a nascondersi imbarazzato subito dopo aver fatto delle affermazioni audaci. Sebbene lui stesso non ne sia a conoscenza, è la fonte di ispirazione di Umetarō per la personalità della sua eroina Mamiko. Non sa disegnare oggetti o persone, ma è veramente bravo nel riempire gli sfondi del manga di Umetarō con fiori ed effetti vari. Fa parte della classe 2-G e uno dei suoi hobby è collezionare action figure femminili. Siccome prima non riusciva a parlare con le ragazze, da tre anni si allena giocando ai simulatori di appuntamento.
Yuzuki Seo (瀬尾 結月?, Seo Yuzuki)
Doppiata da: Miyuki Sawashiro
La popolare compagna di classe ed amica di Chiyo. Riceve spesso richieste d'aiuto dagli altri studenti per varie attività extrascolastiche, ma alla fine la sua personalità arrogante offende sempre tutti in qualche modo. Umetarō la definisce "Kūki o yomanai" (空気を読まない? ignara, insensibile) siccome non sa leggere l'atmosfera oppure il contesto. La squadra di basket si allena con lei proprio per imparare ad avere a che fare con giocatori egoisti e difficoltosi. Tuttavia, nonostante il suo comportamento scortese e da maschiaccio, è capace di cantare in maniera angelica; da qui il soprannome "Lorelei del glee club" (声楽部のローレライ?, Seigakubu no Lorelai). Le piace infastidire Hirotaka, da lei chiamato "Waka", ed ha un fratello maggiore di nome Ryōsuke.
Yū Kashima (鹿島 遊?, Kashima Yū)
Doppiata da: Chie Matsūra (drama-CD), Mai Nakahara (anime)
La migliore amica e compagna di classe di Mikoto. È una ragazza molto alta con la personalità di un "principe", che conquista facilmente ogni ragazza intorno a lei. Al primo anno lei e Mikoto si consideravano rivali, sebbene quest'ultimo non fosse affatto alla sua altezza. Pur sfoggiando risultati eccellenti a scuola, è un po' ottusa e spesso il suo carattere collide con quello di Masayuki, presidente del club di recitazione di cui fa parte, il quale la prende di mira per sfogare la sua rabbia (quando, in realtà, lei ne desidera soltanto le attenzioni). Ha la propensione a saltare le prove, ragion per cui Masayuki è costretto ad inseguirla e trascinarla con sé ogni volta. Più tardi si scopre che il suo unico punto debole è il canto e che Yuzuki ha accettato di diventare la sua "allenatrice".
Masayuki Hori (堀 政行?, Hori Masayuki)
Doppiato da: Junji Majima (drama-CD), Yūki Ono (anime)
Il presidente del club di recitazione della scuola. Si occupa degli sfondi del manga di Umetarō a patto che lui gli scriva gli scenari per le sue attività del club. Consapevole della sua bassa statura, ha preferito dedicarsi agli oggetti di scena piuttosto che recitare sul palco. Reagisce sempre in maniera violenta quando Yū fa dei commenti inappropriati oppure disturba (involontariamente) il club. Nonostante ciò, tende a privilegiarla e si comporta in qualche modo come un genitore affettuoso nei suoi confronti. Fa parte della classe 3-C.
Hirotaka Wakamatsu (若松 博隆?, Wakamatsu Hirotaka)
Doppiato da: Daisuke Namikawa (drama-CD), Ryōhei Kimura (anime)
Il più giovane del gruppo; alle medie faceva parte insieme a Umetarō della squadra di basket. È l'ultimo ad unirsi allo staff di assistenti dell'amico e si occupa dell'applicazione dei retini. Ha avuto una brutta esperienza quando Yuzuki ha partecipato agli allenamenti della sua squadra di basket, cosa che lo ha stressato a tal punto da farlo soffrire di insonnia. Il problema si risolve quando sente "Lorelei" cantare, facendolo addormentare all'istante; per questa ragione si innamora di lei, pur non essendo a conoscenza della sua vera identità. Fa parte della classe 1-D.

### Personaggi secondari
Ken Miyamae (宮前 剣?, Miyamae Ken)
Doppiato da: Kenta Miyake
L'attuale editore di Umetarō. Sebbene abbia l'aspetto di un tizio scontroso in sovrappeso che porta gli occhiali e suda, Umetarō ritiene che sia davvero figo poiché risponde velocemente ai suoi messaggi, a differenza del suo editore precedente. Ha la stessa età di Mitsuya (28 anni) ma, siccome ha dovuto rifare gli esami di ammissione al college, ha finito per stargli dietro di due anni.
Mitsuya Maeno (前野 蜜也?, Maeno Mitsuya)
Doppiato da: Daisuke Ono
Il precedente editore di Umetarō, che conosce Ken sin dal liceo e che ora lavora con la mangaka Yukari Miyako. È un narcisista appassionato di personaggi carini (come i tanuki, che posta regolarmente sul blog Monthly Girls' Romance). Essendo un tipo molto sbadato, mette spesso nei guai Yukari, ad esempio perdendole i manoscritti oppure versandoci sopra del curry.
Yukari Miyako (都 ゆかり?, Miyako Yukari)
Doppiata da: Ayako Kawasumi
Una vicina di casa di Umetarō (vive al piano di sopra). È una studentessa del college, nonché un'autrice di manga shōjo. A causa dell'influenza del suo editore Mitsuya, tutti i suoi manga presentano dei tanuki. Ridendo e scherzando, riesce a tenere la sua identità di mangaka segreta ai suoi colleghi universitari i quali, malinterpretando, si interrogano spesso sulla sua situazione sentimentale.
Mayu Nozaki (野崎 真由?, Nozaki Mayu)
Il fratello esageratamente pigro di Umetarō. Poiché è stato vittima di bullismo da bambino, parla raramente. Ogni tanto scrive delle frasi brevi su ciò che vuole dire, ma non esita a parlare se in questo modo fa più in fretta. L'unica volta in cui si impegna è quando fa da capitano al club di judo della sua scuola.
Ryōsuke Seo (瀬尾 遼介?, Seo Ryōsuke)
Il fratello maggiore di Yuzuki. Ha vent'anni ed è uno studente universitario con una cotta per Yukari, sua compagna di corsi. Lavora part-time in un bar e i suoi tentativi di avvicinarsi di più a Yukari di solito non vanno mai a buon fine.

### Personaggi di "Koi shiyo"
Mamiko (マミコ?)
Doppiata da: Yukari Tamura (drama-CD), Marie Miyake (anime)
L'eroina del manga di Umetarō. Il modello della sua personalità è Mikoto, mentre il suo aspetto si basa sul primo incontro di Umetarō con Chiyo (quando questi gli diede uno dei suoi nastri bianchi per poi allontanarsi con l'altro ancora tra i capelli).
Saburō Suzuki (鈴木 三郎?, Suzuki Saburō)
Doppiato da: Daisuke Namikawa (drama-CD), Mamoru Miyano (anime)
L'eroe del manga di Umetarō. È la persona di cui è innamorata Mamiko. Inizialmente sia lui che i suoi "amici" e "rivali" sembravano tutti uguali; è per questo che Umetarō chiede aiuto a Chiyo per l'ideazione di altri character design.

## Media

### Manga

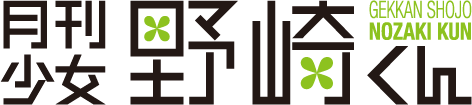
Logo originale della serie

Il manga, scritto e disegnato da Izumi Tsubaki, ha iniziato la serializzazione su Gangan Online il 25 agosto 2011. I capitoli sono stati pubblicati sia nelle edizioni fisiche che digitali di Shōjo Romance Girly. Il primo volume tankōbon è stato reso disponibile il 20 aprile 2012 e al 9 agosto 2024 ne sono stati messi in vendita in tutto sedici. In America del Nord i diritti sono stati acquistati dalla Yen Press.
In Italia la serie è stata annunciata a settembre 2021 da RW Edizioni, che la pubblica sotto l'etichetta Goen nella collana Mirai Collection dal 30 dicembre 2021.

#### Volumi
| Nº | Data di prima pubblicazione | Data di prima pubblicazione                                                 | Data di prima pubblicazione | Data di prima pubblicazione |
| Nº | Giapponese                  | Giapponese                                                                  | Italiano                    | Italiano                    |
| -- | --------------------------- | --------------------------------------------------------------------------- | --------------------------- | --------------------------- |
| 1  | 20 aprile 2012              | ISBN 978-4-7575-3566-4                                                      | 30 dicembre 2021            | ISBN 978-88-9284-254-0      |
| 2  | 22 novembre 2012            | ISBN 978-4-7575-3777-4                                                      | 18 marzo 2022               | ISBN 978-88-9284-274-8      |
| 3  | 22 giugno 2013              | ISBN 978-4-7575-3985-3                                                      | 22 aprile 2022              | ISBN 978-88-9284-365-3      |
| 4  | 22 gennaio 2014             | ISBN 978-4-7575-4203-7                                                      | 25 novembre 2022            | ISBN 978-88-9284-395-0      |
| 5  | 22 luglio 2014              | ISBN 978-4-7575-4353-9                                                      | 30 dicembre 2022            | ISBN 978-88-9284-448-3      |
| 6  | 21 febbraio 2015            | ISBN 978-4-7575-4378-2 (ed. regolare) ISBN 978-4-7575-4379-9 (ed. limitata) | 27 gennaio 2023             | ISBN 978-88-9284-619-7      |
| 7  | 22 dicembre 2015            | ISBN 978-4-7575-4830-5                                                      | 29 marzo 2024               | ISBN 978-88-9284-456-8      |
| 8  | 22 agosto 2016              | ISBN 978-4-7575-4870-1 (ed. regolare) ISBN 978-4-7575-4871-8 (ed. limitata) | —                           | ISBN 978-88-9284-486-5      |
| 9  | 22 agosto 2017              | ISBN 978-4-7575-5442-9                                                      | —                           | ISBN 978-88-9284-522-0      |
| 10 | 21 luglio 2018              | ISBN 978-4-7575-5782-6                                                      | —                           | ISBN 978-88-9284-598-5      |
| 11 | 22 agosto 2019              | ISBN 978-4-7575-6150-2 (ed. regolare) ISBN 978-4-7575-6151-9 (ed. limitata) | —                           | ISBN 978-88-9284-656-2      |
| 12 | 11 agosto 2020              | ISBN 978-4-7575-6797-9                                                      | —                           | —                           |
| 13 | 11 agosto 2021              | ISBN 978-4-7575-7395-6 (ed. regolare) ISBN 978-4-7575-7396-3 (ed. limitata) | —                           | —                           |
| 14 | 10 agosto 2022              | ISBN 978-4-7575-8078-7                                                      | —                           | —                           |
| 15 | 10 agosto 2023              | ISBN 978-4-7575-8428-0 (ed. regolare) ISBN 978-4-7575-8726-7 (ed. limitata) | —                           | —                           |
| 16 | 9 agosto 2024               | ISBN 978-4-7575-9352-7                                                      | —                           | —                           |

### Drama-CD
Un drama-CD della serie è stato pubblicato il 26 giugno 2013. Quasi tutti i doppiatori dei personaggi sono differenti rispetto a quelli dell'anime.

### Anime
Media Factory ha annunciato l'adattamento anime il 21 marzo 2014 e sul sito ufficiale della serie televisiva sono stati caricati diversi video che hanno rivelato i personaggi principali del cast e i membri dello staff, i quali differiscono da quelli del drama-CD. L'anime è stato prodotto dalla Doga Kobo e diretto da Mitsue Yamazaki, mentre la composizione della serie è stata affidata a Yoshiko Nakamura con il character design progettato da Junichirō Taniguchi. Il primo episodio ha debuttato sulla TV Tokyo il 6 luglio 2014, per poi essere trasmesso anche su TVO, TVA, TSC, TVh, TVQ ed AT-X durante il resto della settimana. Le sigle d'apertura e chiusura sono rispettivamente Kimi janakya dame mitai (君じゃなきゃダメみたい? lett. "Sembra che non possa essere altri che te"), composta e cantata da Masayoshi Ōishi, e Uraomote Fortune (ウラオモテ・フォーチュン?), cantata da Ari Ozawa sotto il nome del suo personaggio Chiyo Sakura.
Crunchyroll ha trasmesso la serie in streaming in contemporanea col Giappone, mentre in America del Nord i diritti di distribuzione home video sono stati acquistati dalla Sentai Filmworks.

#### Episodi
| Nº | Titolo italiano (traduzione letterale) Giapponese 「Kanji」 - Rōmaji | In onda           | In onda |
| Nº | Titolo italiano (traduzione letterale) Giapponese 「Kanji」 - Rōmaji | Giapponese        |         |
| 1  | Questo amore… verrà trasformato in un manga shōjo. 「その恋は、少女漫画化されてゆく。」 - Sono koi wa, shōjo mangaka sarete yuku. | 6 luglio 2014     |         |
| 1  | Chiyo Sakura si confessa alla sua cotta Umetaro Nozaki dicendo che è una sua fan, ma lui risponde dandole il suo autografo. Poi dice che vuole stare con lui, così Nozaki la invita nel suo appartamento e le fa fare un "beta". Dopo diverse ore, si rende conto che Nozaki è in realtà l'autore di manga shōjo Sakiko Yumeno, suo pseudonimo femminile, e le sue storie vengono pubblicate sulla popolare rivista Monthly Girls' Romance. Insieme tentano di pensare a svolte romantiche per la sua storia, come portare a casa una ragazza in bicicletta. Ma poiché due persone che salgono sulla stessa bicicletta vanno contro la legge, Nozaki e Sakura guidano invece su un tandem per trovare ispirazione. Non trovandone nessuna, Nozaki scrive una storia in cui i suoi personaggi principali Suzuki e Mamiko tornano a casa a piedi. Sakura prova a confessare nuovamente il suo amore ma riceve un altro autografo. |                   |         |
| 2  | Diamo il benvenuto alla nuova eroina 「新ヒロインをよろしくね♪」 - Nyū hiroin o yoroshiku ne | 13 luglio 2014    |         |
| 2  | Nozaki presenta Sakura al suo amico e assistente Mikoto Mikoshiba, un ragazzo popolare e civettuolo che Sakura scopre presto essere terribilmente timido e che si imbarazza facilmente. Questi trascorre del tempo a casa di Nozaki fingendo di essere distaccato, ma in realtà sta aspettando che Sakura chieda il suo aiuto. Sakura scopre che la specialità artistica di Mikoshiba è l'aggiunta di decorazioni di sfondo come ad esempio i fiori. Scopre anche che Mikoshiba è il modello segreto di Nozaki per l'eroina del suo manga, Mamiko. Più tardi, Nozaki chiede a Sakura se ha degli amici che potrebbero essere inseriti in un manga shōjo. Così gli presenta Yuzuki Seo, una ragazza atletica che ha l'abitudine di essere involontariamente insensibile nei confronti del prossimo. Tuttavia, Nozaki rimane colpito quando vede Yuzuki esercitarsi nel canto dimostrando di avere angelica che gli è valso il soprannome di "Lorelei del club di musica". |                   |         |
| 3  | Violenza VS Principe 「バイオレンスVSプリンス」 - Baiorensu VS Purinsu | 20 luglio 2014    |         |
| 3  | Mikoshiba presenta Sakura e Nozaki alla sua migliore amica Yu Kashima, conosciuta come il "principe" della scuola. Kashima risulta essere una ragazza dall'aspetto androgino ed è incredibilmente popolare tra le altre ragazze. Il suo atteggiamento spensierato nei confronti del suo club di teatro ne irrita il presidente Masayuki Hori, che spesso la sgrida e la picchia perché preferisce perdere tempo chiacchierando piuttosto che adempiere ai suoi impegni. Dopo aver aiutato Hori a dipingere alcuni sfondi, Sakura scopre che è lui a realizzare gli sfondi per il manga di Nozaki, in cambio di una mano sulle sceneggiature per il teatro. Tuttavia, Nozaki ha problemi a creare una nuova sceneggiatura dopo aver incontrato Kashima di persona. Così Hori e Sakura recitano la sua storia, durante la quale viene coinvolto anche Mikoshiba. Ispirato dalla loro recitazione, Nozaki scrive finalmente una sceneggiatura decente, ma si rende conto di aver basato nuovamente la protagonista femminile su Mikoshiba. |                   |         |
| 4  | Ci sono momenti in cui gli uomini devono combattere. 「男には、戦わねばならない、時がある。」 - Otoko ni wa, tatakawaneba naranai, toki ga aru. | 27 luglio 2014    |         |
| 4  | Mikoshiba chiede a Nozaki se può passare la notte da lui per avere un consiglio sulle ragazze di un simulatore di appuntamenti. Mikoshiba inizialmente giocò ai simulatori di appuntamenti per imparare a parlare con le ragazze vere, ma ha finito per sviluppare un amore per le ragazze 2D. Mentre giocano, si rendono conto che il migliore amico del protagonista, Tomoda, ha supportato quest'ultimo in ogni fase di gioco. Toccati dall'amore disinteressato di Tomoda, Nozaki e Mikoshiba realizzano un fumetto sui due personaggi trasformando la storia in uno yaoi che viene poi letto da Sakura. Più tardi, Mikoshiba è invitato a partecipare a un appuntamento al buio, ma è troppo timido per sapere cosa comportarsi in un'occasione del genere. Nozaki e Sakura si esercitano senza successo con lui, poiché anche loro non hanno esperienza con questo tipo di eventi. Alla fine, Kashima prende il posto di Mikoshiba e finisce per tenere tutte le ragazze per sé. |                   |         |
| 5  | L'uomo che immagina l'amore. 「恋を「思い」「描く」男子。」 - Koi o omoi egaku danshi. | 3 agosto 2014     |         |
| 5  | Nozaki pulisce il suo appartamento in vista dell'arrivo del suo curatore editoriale Ken Miyamae, il quale sembra così freddo nei suoi confronti portando Sakura a credere che l'amicizia tra i due sia unilaterale. Nonostante ciò, Nozaki continua ad elogiarlo, preferendolo al suo precedente editor Mitsuya Maeno. Sakura incontra la vicina di Nozaki e disegnatrice di manga Yukari Miyako, il cui attuale editor è sempre Maeno. Sakura scopre il suo narcisismo e la sua incompetenza lavorativa, ad esempio facendo pressioni su Miyako per aggiungere dei tanuki nel suo manga oppure perdendo la sceneggiatura di Miyako. Dopo aver esaminato una bozza, Ken critica l'eroina di Nozaki per la sua mancanza di sentimenti elaborati e credibili. Nozaki finge così di essere Mamiko per un giorno per capire il suo carattere. Rendendosi conto che Mamiko passa troppo tempo a pensare all'amore, Nozaki conclude con Ken che Mamiko dovrebbe dedicarsi maggiormente allo studio e alla scuola in generale. |                   |         |
| 6  | Lancerò un incantesimo su di te 「魔法をかけて、あ・げ・る♡」 - Mahō o kakete ageru | 10 agosto 2014    |         |
| 6  | Nozaki incontra Hirotaka Wakamatsu, il giovane della squadra di basket della scuola media. Wakamatsu dice a Nozaki come Seo lo molesta in più modi, rendendolo incapace di dormire. Ironicamente, quando Wakamatsu sente una canzone di Lorelei a casa di Nozaki, si addormenta immediatamente. Nozaki crea così due personaggi secondari basati sulla relazione di Seo e Wakamatsu chiamati Oze e Waka. Wakamatsu usa poi il suo manga shōjo come riferimento per esprimere la sua rabbia nei confronti di Seo, ma questa interpreta le sue azioni come una confessione d'amore. Più tardi, Nozaki ha la febbre e invia un SMS con scritto "SOS" a Hori, Sakura e Wakamatsu. I tre si alleano per aiutare Nozaki con il suo manga e scoprono che Wakamatsu è abile nell'applicare i retini. Tuttavia, senza la direzione di Nozaki, aggiungono dei retini non corrispondenti a ogni pagina e questo lo porta a chiedere di far rimandare la propria scadenza. |                   |         |
| 7  | La mente del mangaka Nozaki 「漫画家脳野崎くん」 - Mangaka nō Nozaki-kun | 17 agosto 2014    |         |
| 7  | Sakura porta Nozaki al centro commerciale nel suo giorno libero in modo che possa prendersi una pausa dal suo manga. Tuttavia, trascorrono il tempo guardando un film per avere ispirazione su come realizzare nuovi sfondi, acquistando un'uniforme alla marinara e andando in un negozio di statuette per le pose. Lì incontrano Mikoshiba che guarda le statuine bishōjo, e dopo essersi imbarazzato, li manda via a calci. In seguito Nozaki invita Sakura a casa sua, sperando che possa indossare l'uniforme appena acquistata per avere altri esempi su cui lavorare al manga. Più tardi, Mikoshiba si offre volontario come modello per il club d'arte. Sebbene all'inizio sia riluttante, Sakura e il club d'arte lo aiutano a sentirsi a suo agio dirigendo le sue pose. Mikoshiba si sente talmente a suo agio che in maniera disattenta finisce per accettare la richiesta di fare nuovamente da modello ma nudo. |                   |         |
| 8  | Le preoccupazioni del principe (donna) della scuola 「学園の王子様(女子)の悩み」 - Gakuen no ōji-sama (joshi) no nayami | 24 agosto 2014    |         |
| 8  | All'interno della borsa di Hori, Kashima trova una copia del manga di Nozaki con delle note dettagliate, portandola a credere che Hori voglia segretamente essere una ragazza. Volendolo aiutare, sostituisce i suoi vestiti con abiti femminili inserendoli nel suo armadietto. Il ragazzo diventa furioso per le sue buffonate, ma allo stesso tempo rimane colpito dal perfetto abbinamento dei vari capi. Più tardi, Hori esorta Nozaki a esercitarsi a disegnare gli sfondi, un'abilità in cui quest'ultimo non è bravo. Con grande frustrazione di Hori, Nozaki mette delle scatole sotto i suoi personaggi per compensare la pessima prospettiva artistica. Successivamente Hori perde i sensi a scuola, dato che ha passato l'intera nottata precedente a disegnare per Nozaki, così Kashima lo carica sulle spalle e lo porta nell'infermeria mentre indossa una maschera da toro. Rimasto colpito dopo aver visto Kashima rivelare il suo volto, Hori accetta di disegnare tutti gli sfondi di Nozaki a patto che quest'ultimo scriva un'opera teatrale su un principe che si trasforma in un toro.                                |                   |         |
| 9  | Hai una vita abbastanza eccitante? 「ドキドキ、たりてる?」 - Dokidoki, tariteru? | 31 agosto 2014    |         |
| 9  | Dopo aver concluso le lezioni scoppia un temporale e Sakura e Nozaki si accorgono di essersi dimenticati di portare i loro ombrelli, così il ragazzo approfitta dell'occasione per pensare a nuove idee per il suo manga con scene che coinvolgano gli ombrelli. Dopodiché Seo presta il suo ombrello ai due e se ne va, così Sakura torna a casa condividendo l'ombrello con Nozaki. Spera che la loro passeggiata abbia ispirato il prossimo capitolo del manga di Nozaki, ma scopre che questi ha aggiunto solo la parte riguardante Seo. Più tardi, i due osservano come Miyako affronta i pazzi consigli del suo editor Maeno. Miyako cerca di affrontare quest'ultimo, e disegna in modo passivo-aggressivo un personaggio maschile in un vistoso e improbabile costume da tanuki per fare una dichiarazione. Tuttavia, Maeno ama il personaggio che ha creato; opinione condivisa da Sakura che inizia ad apprezzarlo dopo che Miyako lo ha ridisegnato per farlo assomigliare a Nozaki. Infastidito, Nozaki tenta di disegnare i propri personaggi in costumi da tanuki, ma Sakura gli dice di avere più rispetto per la sua storia. |                   |         |
| 10 | Si rafforzano i nostri legami e le nostre redini. 「強まるのは、絆と手綱。」 - Tsuyomaru no wa, kizuna to tazuna. | 7 settembre 2014  |         |
| 10 | Sperando di scrivere una storia per i suoi personaggi secondari Oze e Waka, Nozaki chiede a Wakamatsu di accettare un appuntamento per andare a vedere un film al cinema con Seo. L'appuntamento però finisce a senso unico, poiché Wakamatsu è sconvolto dai gusti della ragazza durante la visione del film. Offesa, decide di invitare altri ragazzi al parco divertimenti, ma Wakamatsu si offre di andare al loro posto in modo che non soffrano. Quando Hori suggerisce di realizzare uno spettacolo musicale, Kashima chiede lezioni di canto a Seo, poiché la prima è stonata e perciò non è brava a cantare. Più tardi, il club di teatro ha bisogno di un sostituto, quindi Hori, Nozaki e poi Mikoshiba si offrono volontari per ricoprire il ruolo mancante. Durante il turno di Mikoshiba, Hori si rende conto che la personalità timida ma determinata del ragazzo assomiglia a quella di Mamiko. Hori non può fare a meno di tifare per Mikoshiba sapendo che nella storia a fumetti è Mamiko, e la cosa fa ingelosire Kashima.                                                                                               |                   |         |
| 11 | Ridiamoci 「米しよっ♡」 - Kome shiyo | 14 settembre 2014 |         |
| 11 | Nozaki racconta a Sakura della prima impressione che ebbe riguardo al suo editor Ken; Nozaki infatti cominciò a provare un grande rispetto verso quest'ultimo quando gli dimostrò di aver letto a fondo il suo manga. Più tardi, Nozaki vuole rendere le cose più movimentate nella sua storia. Per prendere ispirazione, cerca di sorprendere Sakura in vari modi, e in una di queste occasioni nasconde il curry sotto ad un bento di riso, facendo gioire la ragazza. Ironicamente, Ken afferma che l'idea del curry gli ricorda più un manga culinario piuttosto che uno sentimentale. Successivamente, Mikoshiba, Hori e Wakamatsu rimangono bloccati dalla pioggia improvvisa e rimangono a casa di Nozaki per ripararsi. I tre trascorrono goffamente del tempo insieme senza rivelare che lavorano per il manga di Nozaki. Hori scopre che Nozaki sta usando le loro interazioni come riferimento per una storia sui pigiama party tra ragazze. Poi Nozaki li convince a spettegolare, ma si addormenta proprio mentre la loro conversazione diventa interessante.                                                                   |                   |         |
| 12 | Se questo sentimento non è amore, allora l'amore non esiste. 「この気持ちが恋じゃないなら、きっと世界に恋はない。」 - Kono kimochi ga koi janai nara, kitto sekai ni koi wa nai. | 21 settembre 2014 |         |
| 12 | In estate, Sakura trova i cioccolatini di San Valentino che aveva preparato per Nozaki, che però non è riuscita a dare a causa della sua eccessiva raccolta di informazioni. Seo e Kashima la esortano comunque a dare i cioccolatini al ragazzo, ma lui rovescia accidentalmente la scatolina che li conteneva a terra. Per scusarsi, Nozaki le promette di regalarle qualcosa di dolce, e Sakura crede felicemente che si tratti di un regalo per il White Day. Sakura, Nozaki e i loro amici partecipano a un festival estivo in cui Sakura ricorda il momento in cui lei e Nozaki si sono incontrati per la prima volta, quando lui l'ha aiutata a scavalcare il cancello dell'istituto il primo giorno di scuola in quanto era arrivata in ritardo. Durante i fuochi d'artificio, Sakura confessa tranquillamente il suo amore a Nozaki. Credendo di essere stata sentita, il ragazzo si avvicina a Sakura e risponde che anche lui ama i fuochi d'artificio. Sakura ride della sua risposta fuorviante, pensando che le basti stare al suo fianco per essere felice.                                                                   |                   |         |

## Accoglienza

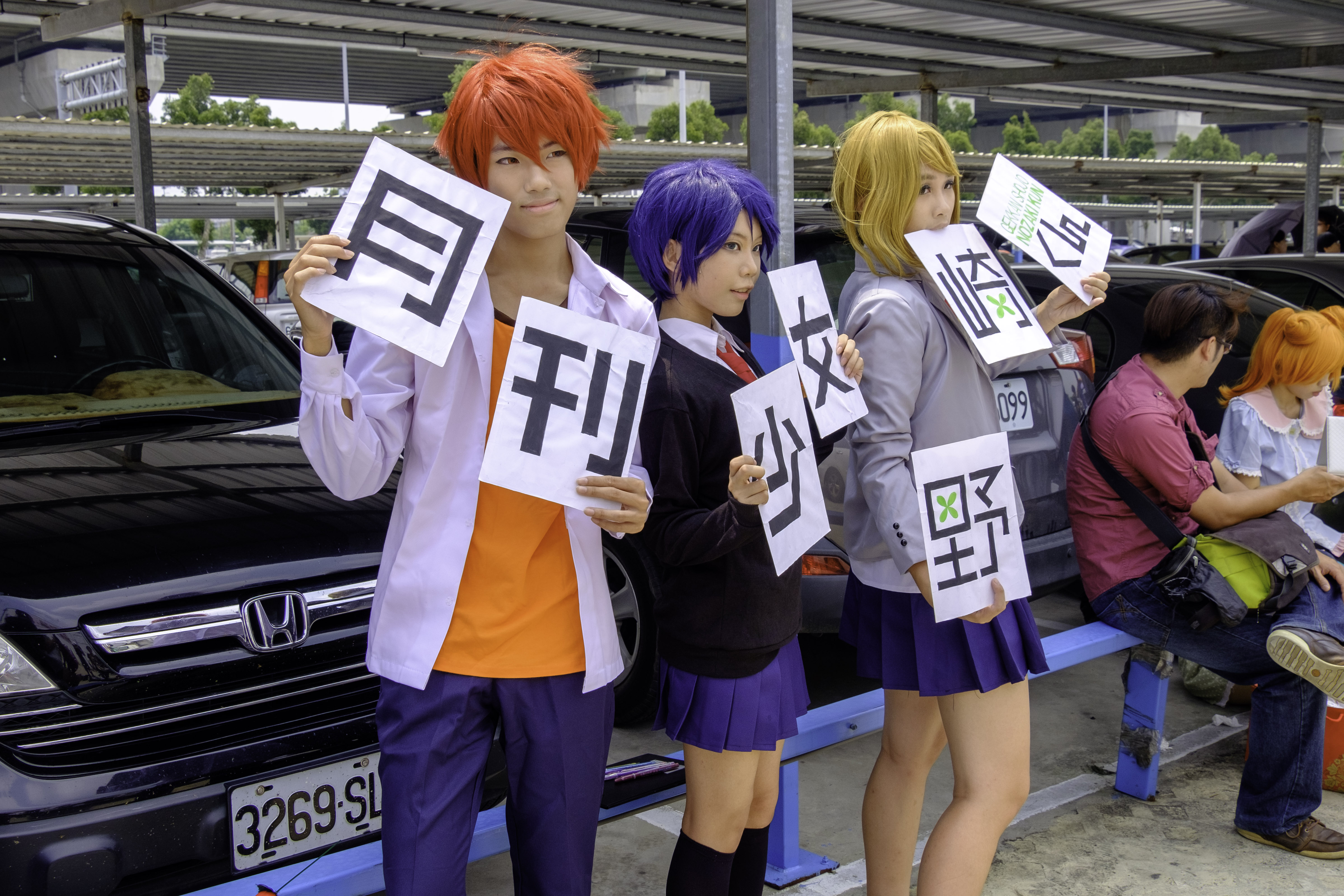
Cosplayer di Mikoto, Yū e Yuzuki

La serie è stata nominata all'ottavo Manga Taishō. Nelle classifiche settimanali redatte da Oricon, all'uscita il secondo volume si è piazzato diciottesimo, il terzo si è classificato undicesimo e invece il quarto ha raggiunto la posizione cinque con 117 310 copie vendute. Il quinto volume ha poi determinato un nuovo record classificandosi quarto grazie alla vendita di ben 185 392 copie. Il titolo ha anche ottenuto il terzo posto nella top 15 dei manga raccomandati dalle librerie nel 2013, mentre la guida Kono manga ga sugoi! di Takarajimasha gli ha aggiudicato l'undicesima posizione nella sua top 20 dei migliori manga per il pubblico femminile nel 2014.
Il fan book ufficiale e l'antologia della serie si sono classificati rispettivamente quattordicesimo e diciassettesimo nella classifica settimanale dei best seller redatta da Oricon nell'agosto 2014.
Greg Smith di The Fandom Post ha descritto l'adattamento anime come "allo stesso tempo sia una celebrazione che una parodia dei manga shōjo", apprezzando il suo flusso naturale degli eventi, così come pure le emozioni ed espressioni presentate dai personaggi. Andy Hanley di UK Anime Network ha dato alla serie un punteggio pari a 7/10, evidenziando non solo il suo cast affascinante ed adorabile, ma anche le visuali dello show, che però ha affermato non definirebbe proprio una commedia classica.